# Lukas Fierz
Er hat drei Kinder (Anna Barbara Fierz, Martin Fierz und Alice-Linda Fierz). war verheiratet mit Veronika Fierz(verstorben).

## Biographie
Médecin de profession, Lukas Fierz rejoint d’abord le parti radical-démocratique qu’il quitte en compagnie de Leni Robert pour fonder la Liste libre en 1983. Suite à l’élection de Leni Robert à l’exécutif bernois en 1986, il reprend sa place au Conseil national où il siège dans le groupe écologiste. Il est ensuite réélu en 1987 jusqu'en 1991.
Durant ces années, il a participé à l’émergence des Verts suisses, traduisant par exemple le premier ouvrage qui leur a été consacré.